# Línea 15 (Bus Castellón)
La línea 15 del Transport Urbà de Castelló (TUCS) conecta desde el Polideportivo Ciudad de Castellón con la Universidad Jaime I (UJI). Solo presta su servicio de lunes a viernes.

## Frecuencias
| Ambos sentidos                                                 | Ambos sentidos                                                        | Ambos sentidos |
| Día                                                            | Horario                                                               | Frecuencia     |
| -------------------------------------------------------------- | --------------------------------------------------------------------- | -------------- |
| De lunes a viernes (enero a junio y de septiembre a diciembre) | Salidas Polideportivo: de 07:10 a 21:50 Salidas UJI: de 07:40 a 22:20 | 20'            |
| De lunes a viernes (julio)                                     | Salidas Polideportivo: de 07:30 a 21:30 Salidas UJI: de 08:00 a 22:00 | 30'            |
| De lunes a viernes (agosto)                                    | Salidas Polideportivo: de 07:30 a 21:30                               | 60'            |

## Recorrido
| Dirección UJI                               | Dirección UJI                                | Dirección UJI |
| N.º                                         | Parada                                       | Enlaces       |
| ------------------------------------------- | -------------------------------------------- | ------------- |
|                                             | POLIDEPORTIVO CIUDAD DE CASTELLÓN            |               |
|                                             | C/ Músico Pascual Asencio, 3                 |               |
|                                             | Avda. Valencia - Gº Virgen del Lidón         |               |
|                                             | Avda. Valencia - Pza. La Libertad            |               |
|                                             | Avda. Valencia, 27                           |               |
|                                             | Ronda Mijares, 109                           |               |
|                                             | Ronda Mijares, 87                            |               |
|                                             | Ronda Mijares, 35                            |               |
|                                             | Paseo Ribalta, 20                            |               |
|                                             | Avda. Cardenal Costa, 8                      |               |
|                                             | Avda. Cardenal Costa, 28                     |               |
|                                             | Avda. Cardenal Costa (Frente Ford)           |               |
|                                             | Paseo de la Universidad, 8                   |               |
|                                             | Paseo de la Universidad, 34                  |               |
|                                             | UJI                                          |               |
| Dirección POLIDEPORTIVO CIUDAD DE CASTELLÓN |                                              |               |
| N.º                                         | Parada                                       | Enlaces       |
|                                             | UJI                                          |               |
|                                             | Paseo de la Universidad, 29                  |               |
|                                             | Paseo de la Universidad, 11                  |               |
|                                             | Paseo Morella (Estación Intermodal)          |               |
|                                             | Avda Barcelona (Centro Comercial)            |               |
|                                             | C/ República Argentina (Hospital Provincial) |               |
|                                             | C/ República Argentina (Plza. Pintor Porcar) |               |
|                                             | Avda. Valencia, 28                           |               |
|                                             | Avda. Valencia (Pza. Libertad)               |               |
|                                             | Avda. Valencia, 110                          |               |
|                                             | C/ Músico Pascual Asencio, 4                 |               |
|                                             | C/ Músico Pascual Asencio, 42                |               |
|                                             | POLIDEPORTIVO CIUDAD DE CASTELLÓN            |               |